# 5750 Кандатай
5750 Кандатай (5750 Kandatai) — астероїд головного поясу, відкритий 11 квітня 1991 року.
Тіссеранів параметр щодо Юпітера — 3,232.